# グリンドラ党
大インドネシア運動党 (インドネシア語: Partai Gerakan Indonesia Raya、 英語: Great Indonesia Movement Party)、通称グリンドラ、グリンドラ党 (インドネシア語: Gerindra)は、インドネシアの国政政党。政治志向はナショナリズムおよび右派ポピュリズム。2014年総選挙以来、国民議会（下院）の第三党の位置に付けており、2024年総選挙では全291議席中86議席を獲得するとともに、元インドネシア陸軍中将で総合議長（党首）のプラボウォ・スビアントが大統領に就任した。
2008年、プラボウォのための政治組織として結党した。翌年の2009年議会選挙が初の国政選挙となり、国民議会の26議席を獲得した。同年の大統領選挙で、プラボウォは闘争民主党のメガワティ・スティアワティを擁立し副大統領候補となったが、彼らは現職大統領のスシロ・バンバン・ユドヨノに敗れた。これ以降、グリンドラ党は反ユドヨノ政権の陣営として活動するようになった。2014年の議会選挙でグリンドラ党は国民議会中73議席を獲得して第三党となり、プラボウォは国民信託党のハッタ・ラジャサと組んでみずから大統領選挙に出馬したが、ジョコ・ウィドドに敗れ、引き続き野党の地位に甘んじることとなった。2019年総選挙では、グリンドラ党は国民議会選挙で得票率第2位（獲得議席数は78で第三党）となり、プラボウォはサンディアガ・ウノを副大統領候補として再び大統領の地位を狙ったものの、またもジョコ・ウィドドに敗れた。しかしこの後、グリンドラ党はジョコ政権を支える与党連合である前進インドネシア連合に参加し、プラボウォも国防相として入閣した。そして2024年、プラボウォはギブラン・ラカブミン・ラカを副大統領候補として大統領選挙に出馬し、初めて勝利した。

## 歴史

プラボウォ・スビアント

プラボウォ・スビアントは2004年の大統領選挙に出馬するべくゴルカルからの指名獲得を目指したが、2004年4月21日の党大会で行われた党内指名選挙で最下位となった。これ以降プラボウォはゴルカルの諮問会議委員となり、2008年7月12日まで務めた。辞任に先立つ2008年2月6日、プラボウォは弟のハシム・ジョヨハディクスモの勧めによりグリンドラ党を結成していた。企業家で大富豪のハシムからの資金援助により、グリンドラ党はプライムタイムにテレビ広告を打って広報活動を行った。かつてスハルト政権下で強権的支配を支え人権侵害したというイメージを払拭するべく、プラボウォは「庶民の味方」というポピュリズム的イメージをテレビ広告を通じて発信した。
2009年2月、グリンドラ党は地方レベルの選挙対策チームを設立した。この時点で、グリンドラ党は約1500万人が党員になったと称し、ジャワ、スマトラ、カリマンタン、スラウェシに支持基盤を確立した。
2009年議会選挙におけるグリンドラ党の得票率は4.5パーセントで、国民議会に26議席を確保した。
2011年2月には改革の星党 (PBR) を吸収した。
2014年議会選挙で、グリンドラ党の得票率は11.8パーセントに跳ね上がり、インドネシアの第三党となった。国民議会の議席数も、前回の3倍近い73議席まで増加した。この背景には以前からのポピュリズム戦略の他、他の弱小政党を吸収して勢力を拡大し、退役軍人を通じて各地の有力者を取り込むと言った戦略があり、全選挙区で議席を獲得するという結果をもたらした。
2014年8月28日に総合議長のスハルディが死去したのを受けて、9月20日にプラボウォが後任の総合議長に任じられた。
インドネシア史上初めて大統領選挙と議会選挙が同時に行われることになった2019年総選挙では、社会の両極化が深まる中、大統領選挙は前回と同じくプラボウォとジョコ・ウィドドの一騎打ちとなった。またしても敗れたプラボウォであったが、選挙後にジョコと和解してグリンドラ党ともども与党連合に入った。

## 主張

### イデオロギー
インドネシアでは2008年政党法により、各政党がパンチャシラおよび1945年インドネシア共和国憲法に反しない限りで、政治志向を反映した独自の特性を掲げることが認められた。グリンドラ党は党規約 (AD/ART)第5条および第7条において、パンチャシラと1945年憲法のもとに結党されたとうたいつつ、党のアイデンティティ基盤としてナショナリズム、ポピュリズム、宗教、社会正義を掲げている。 2019年2月に党中央諮問委員会のアンドレ・ロシアデがグリンドラ党を「ナショナリスト・宗教」政党であると表現している。党外からの評価は大きく割れている。学術界や国内ではナショナリスト政党だという声があり、国外で近しい立ち位置にある勢力からは、強硬なナショナリスト的世俗政党、ウルトラナショナリスト、「好戦的ナショナリスト」などといった評価が見られる。イスラーム主義との折衷的な傾向もみられることから、世俗政党ではなく「宗教包括主義的ナショナリスト」政党であるという見方もある。政治的傾向は右翼もしくは右派ポピュリズムと位置付けられている。

### 政治的立場
グリンドラ党が示しているマニフェストによれば、同党はまずインドネシアの政治体制の一新を目指している。自由民主主義については反生産的であるとして否定的である。インドネシアの文化に沿った民主主義を標榜し、パンチャシラと憲法に基づいた強力なリーダーシップを国家が発揮すべきとしている。経済面の主張はポピュリズム的であり、スハルト政権より後にインドネシアに展開された自由主義経済を批判している。国家による経済介入を強め、対外債務の拡大を否定し、国有企業 (BUMN)の民営化に反対し、外国企業を優遇する法律の再検討を求め（石油・ガス法、投資法など）、国家政策大綱 (GBHN)の復活を推進している。対外的には自由市場経済を拒絶し、保護経済を支持している。グリンドラ党のポピュリズム的、ナショナリズム的な経済政策は農家や漁師など下位中産階級を支持層とみこんだものであるが、2014年の総選挙ではこれに反して都市部の住民からの支持の割合が大きくなった。
対外政策について、プラボウォは中国やインドとの紐帯を強め、逆に西側諸国とは距離をとる意向を示している。彼はロシアとウクライナの戦争についても、係争地域の帰属を問う住民投票を実施するという和平案を提案したが、ウクライナ側に拒絶された。2022年1月には、これまで国交がないイスラエルに対して、国交正常化の道は開けていると表明した（インドネシア・イスラエル関係）。
以下は、グリンドラ党の政治主張をよく見て取れる法案評決の例である。
| 年   | 法案                                 | グリンドラ党の対応      | グリンドラ党のスタンスの詳細/評価 |
| ---- | ------------------------------------ | ----------------------- | --- |
| 2019 | 汚職撲滅委員会法改正 RUU KPK         | Agree with reservations | 汚職撲滅委員会の監査委員会メンバーを大統領が直接指名できるようになるというもの。グリンドラ党は当初これに反対したが、採決で敗れて法案が承認されるタイミングで追認した。                                                                                         |
| 2022 | 性暴力犯罪法RUU TPKS                 | Agree with reservations | グリンドラ党は、発生した犯罪に対する罰よりも予防を重視すべきとして、法令名から「暴力」を除くよう提案した。なお法案自体には2019年総選挙の頃から賛成しており、より強力な家庭秩序擁護・反LGBTの立場をとる福祉正義党とは選挙で協力しながら異なる立場をとっていた。 |
| 2022 | 首都法 RUU IKN                       |                         | |
| 2022 | インドネシア刑法改正 RUU KUHP        |                         | グリンドラ党は、婚姻なしに性的関係を持ち同棲する事実婚（kumpul kebo）の厳罰化を支持した。事実婚の概念はインドネシアにおける宗教信仰や一般的規範に反しており、母親の価値を損ない、社会問題となるので、従来の禁固6か月ではなく禁固1年とすべきと主張していた。    |
| 2023 | 雇用創出オムニバス法 RUU Cipta Kerja |                         | |
| 2024 | ジャカルタ特別州法 RUU DKJ           |                         | グリンドラ党は、立法に国民を参加させる観点から、大統領が1982年ベタウィ族審議会に諮ったうえでジャカルタの知事と副知事を任命するという条項を挿入するよう主張した。最終的には法案に賛同した。                                                                     |

## 選挙結果

### 国民議会選挙
| 選挙 | 投票用紙上の序列 | 獲得議席 | 得票数     | 得票率 | 議席増減 | 選挙結果             | 党首                                                    |
| ---- | ---------------- | -------- | ---------- | ------ | -------- | -------------------- | ------------------------------------------------------- |
| 2009 | 5                | 26 / 560 | 4,642,795  | 4.46%  | 26       | 野党                 | プラボウォ・スビアント (創立議長) スハルディ (総合議長) |
| 2014 | 6                | 73 / 560 | 14,760,371 | 11.81% | 47       | 野党                 | プラボウォ・スビアント (創立議長) スハルディ (総合議長) |
| 2019 | 2                | 78 / 575 | 17,594,839 | 12.57% | 5        | 野党 (2019)          | プラボウォ・スビアント (総合議長)                       |
| 2019 | 2                | 78 / 575 | 17,594,839 | 12.57% | 5        | 与党連合 (2019–2024) | プラボウォ・スビアント (総合議長)                       |
| 2024 | 2                | 86 / 580 | 20,071,345 | 13.22% | 8        | 与党連合             | プラボウォ・スビアント (総合議長)                       |

### 大統領選挙
| 選挙 | 投票用紙上の序列 | 大統領候補                                   | 副大統領候補               | 一次投票得票数 | 得票率 | 結果 | 二次投票得票数 | 得票率 | 結果 |
| ---- | ---------------- | -------------------------------------------- | -------------------------- | -------------- | ------ | ---- | -------------- | ------ | ---- |
| 2009 | 1                | メガワティ・スティアワティ・スカルノプトゥリ | プラボウォ・スビアント     | 32,548,105     | 26.79% | 落選 |                |        |      |
| 2014 | 1                | プラボウォ・スビアント                       | ハッタ・ラジャサ           | 62,576,444     | 46.85% | 落選 |                |        |      |
| 2019 | 2                | プラボウォ・スビアント                       | サンディアガ・ウノ         | 68,650,239     | 44.50% | 落選 |                |        |      |
| 2024 | 2                | プラボウォ・スビアント                       | ギブラン・ラカブミン・ラカ | 96,214,691     | 58.59% | 当選 |                |        |      |

太字はグリンドラ党員。